# Cheilymenia parvispora
Cheilymenia parvispora är en svampart som tillhör divisionen sporsäcksvampar, och som beskrevs av Jiří Moravec. Cheilymenia parvispora ingår i släktet Cheilymenia, och familjen Pyronemataceae. Arten är reproducerande i Sverige.